# لو جارت الأيام (مسلسل)
لو جارت الأيام مسلسل سوري كوميدي تم عرضه عام 2019 بمشاركة فنانين عرب. 

## قصة المسلسل
مسلسل كوميدي يقدم مجموعة من المواقف حديثة الساعة، من خلال عائلة تقاوم كل ما يحدث حولها في الحياة من أجل الوصول إلى الهدف المنشود

## الممثلون المشاركون
- أندريه سكاف
- نزار أبو حجر
- غادة بشور
- غصون الطحان
- مريم حسين
- ساري الأسعد
- مروة محمد
- أمل دباس
- ناريمان عبد الكريم
- ساري الأسعد
- غصون الطحان
- هديل اللحام.
- رهف الرحبي.
- أحمد علي.